# Park zdrojowy

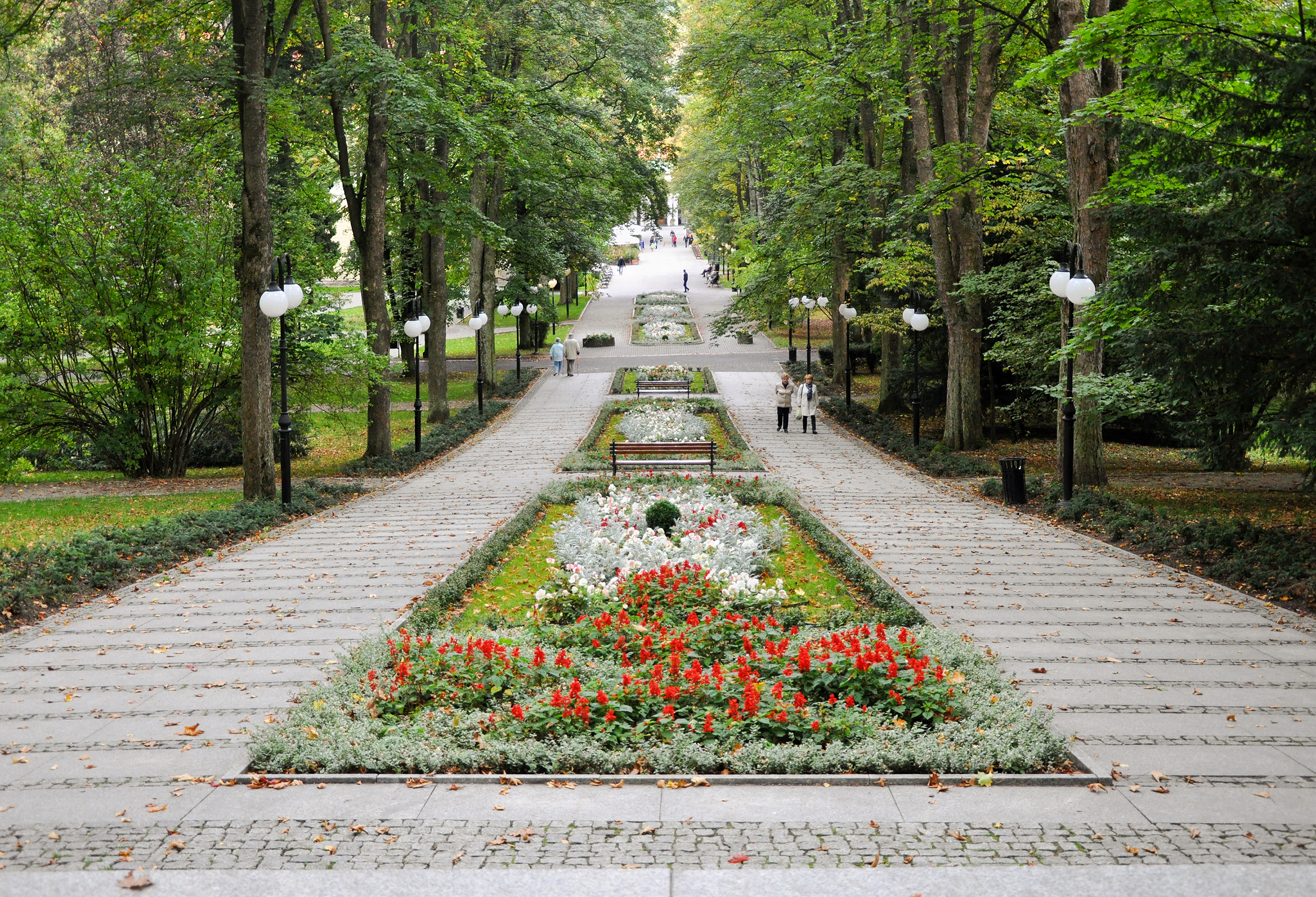
Park Zdrojowy w Polanicy-Zdroju

Park zdrojowy – przestrzeń publiczna w miejscowościach uzdrowiskowych; podstawowy element kompozycji centrum uzdrowisk.
Obszary zielone – parki, skwery itp. najczęściej otaczają elementy infrastruktury uzdrowisk: pijalnie, promenady itp. i są podstawowym elementem centrum uzdrowiska. Są często połączone z fontannami, stawami, które pełnią funkcje dekoracyjne. Uzdrowisko jest najczęściej w centrum terenów zielonych, i to niezależnie od okresu, kiedy powstawała infrastruktura uzdrowiskowa. 

## Funkcja
Tereny zielone, w tym parki zdrojowe w miejscowościach uzdrowiskowych pełnią istotną rolę w kształtowaniu funkcji uzdrowiskowych, przede wszystkim ze względu na mikroklimat, który wytwarzają. Ponadto pełnią wyjątkowo istotną w takim miejscu funkcję rekreacyjną:  zapewniają relaks, są miejscem spacerów i wycieczek, co jest najczęściej bardzo ważnym elementem leczenia uzdrowiskowego.